# Idiococcophilus
Idiococcophilus is een geslacht van vliesvleugeligen uit de familie Encyrtidae. De wetenschappelijke naam van dit geslacht is voor het eerst geldig gepubliceerd in 1987 door Tachikawa & Gordh.

## Soorten
Het geslacht Idiococcophilus is monotypisch en omvat slechts de volgende soort:
- Idiococcophilus japonicus Tachikawa & Gordh, 1987